# Маджестик (Нью-Йорк)
Маджестик, Маджестик-апартментс (англ. Majestic, Majestic Apartments) — двухбашенный небоскреб, жилой кооператив, расположенный по адресу: Сентрал-парк-уэст, д. 115, между 71-й и 72-й улицами в Манхэттене, Нью-Йорк, США. 31-этажное здание со стальным каркасом было построено в 1930—1931 годах. Оно спроектировано в стиле ар-деко архитектором и застройщиком и архитектором Ирвином С. Чейнином при содействии его французского коллеги Жака Деламара. Футуристические скульптуры на фасаде здания выполнены Полом Рене Шамбелланом.

## История
Первоначально планировалось, что здание будет 45-этажным отелем, однако во время строительства планы изменились из-за Великой депрессии и принятия Закона о многоквартирном жилье (Multiple Dwelling Act), который ограничивал высоту здания непосредственно над уровнем улицы, но позволял надстраивать высокие башни в крупные сооружения. «Маджестик» был построен вместо одноимённого отеля (Hotel Majestic), построенного Альфредом Цукером в 1894 году на том же месте. В отеле постоянно останавливались Густав Малер, Эдна Фербер и другие.
В «Маджестик» — 238 квартир на 29 этажах. Он является одним из четырёх двухбашенных зданий на Сентрал-парк-уэст: рядом расположены «Сан-Ремо», «Сенчури» (также проект Чейнина) и «Эльдорадо».

## Статус достопримечательности
В 1988 году Комиссия по сохранению достопримечательностей Нью-Йорка присвоила «Маджестик» официальный статус достопримечательности Нью-Йорка (New York City Landmark).

## Известные жильцы
Среди заметных жильцов «Маджестик» в прошлом и настоящем — актеры Милтон Берл и Зеро Мостел, журналист Уолтер Уинчелл. Модельер Марк Джейкобс жил там ещё подростком со своей бабушкой в 1980-х годах, а телеведущий Конан О’Брайен продал свою квартиру в 2010 году.

### Гангстеры
«Маджестик» был домом для некоторых из боссов преступного клана Лучано (позже клан Дженовезе), в том числе Лаки Лучано, Фрэнка Костелло и Мейера Лански. В 1957 году Винсент «Подбородок» Джиганте стрелял во Фрэнка Костелло в вестибюле «Маджестик». В 1933 году Луи «Лепке» Бухальтер, один из основателей нью-йоркского синдиката, а также Мейер Лански, Лаки Лучано и глава его службы безопасности Murder, Inc., жили в квартире 17J.